# Pavonia dusenii
Pavonia dusenii är en malvaväxtart som beskrevs av A. Krapovickas. Pavonia dusenii ingår i släktet påfågelsmalvor, och familjen malvaväxter. Inga underarter finns listade i Catalogue of Life.